# Tupolev Tu-324
Tupolev Tu-324/414 je projekt ruského dopravního letounu pro regionální přepravu osob. Jeho vývoj začal již v 90. letech 20. století. V roce 1996 byla dána tomuto projektu vládní podpora a jsou připravovány dvě základní verze:
- Tu-324 – jedná se o letoun, který by měl mít v osobní verzi kapacitu 56 přepravovaných osob. Další informace hovoří o smíšené verzi pro přepravu osob i nákladu a o komfortní obchodní variantě.
- Tu-414 – jedná se o prodlouženou verzi letounu pro 76 osob.

Letoun by měl mít srovnatelné náklady na spotřebu paliva, jako je tomu u západní konkurence, vysokou bezpečnost, komfort i ekologický provoz.

## Hlavní technické údaje

### Verze Tu-324
- Rozpětí: 23,2 m
- Délka: 25,50 m
- Výška: 7,30 m
- Maximální zatížení: 5500 kg
- Maximální vzletová hmotnost: 23700 kg
- Ekonomická cestovní rychlost: 850 km/h

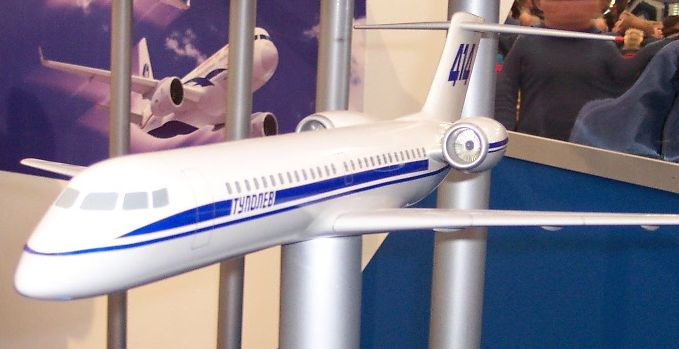
Tu-414 - model

- Dostup: 11600 m

### Verze Tu-414
- Rozpětí: 27,7 m
- Délka: 31,85 m
- Výška: 8,30 m
- Maximální zatížení: 8000 kg
- Maximální vzletová hmotnost: 27700 kg
- Ekonomická cestovní rychlost: 850 km/h